# Vásott szülők (televíziós sorozat)
A Vásott szülők (eredeti cím: Parenthood) 2010 és 2015 között futott amerikai televíziós drámasorozat, ami Ron Howard 1989-es, azonos című filmje alapján készült. A sorozat alkotója Jason Katims, a történet pedig a Buckman család életébe enged betekintést. A főbb szerepeket többek közt Peter Krause, Lauren Graham, Dax Shepard, Monica Potter és Erika Christensen játszották.
A sorozatot az Amerikai Egyesült Államokban az NBC adta 2010. március 2. és 2015. január 29. között. Magyarországon a TV2 mutatta be 2011. május 7-én, azonban az első évadból csupán 10 részt adtak le, az utolsó hármat nem. A második évad premierje 2014. május 6-án volt, ezt az évadot teljesen leadták. 2024. december 15-én végül felkerült a sorozat a magyar Netflix kínálatába, ezzel a 3-6. évad és az 1. évad 3 leadatlan epizódja is elérhető lett az országban.

## Cselekmény
A sorozat a kalifornia Berkeleyben játszódik, a középpontban pedig a Braverman család három generációja áll. A szülők Zeek és Camille, aki igyekeznek segíteni immár felnőtt négy gyereküknek: Adamnek, Sarahnak, Crosbynak, és Julianak. A legidősebb, Adam háromgyerekes apuka, akinek meggyűlik a baja fiával, Maxszal, akit asperger-szindromával diagnosztizáltak. Húga, Sarah a sorozat kezdetén vált el, így két gyerekével, Drew-val és Amberrel visszaköltözik a szülei házába, hogy ott próbálja újra összeszedni magát. A zenei producer Crosby nem képes megkötődni, élvezi az agglegény életet; ám egyszer csak megjelenik az egyik volt barátnője, akitől megtudja, hogy van egy közös fiúk. A legkisebb gyerek, Julia viszont sikeres ügyvédként dolgozik, míg férje, Joel háztartásbeli apukaként neveli a csemetéiket.

## Szereplők
| Színész            | Szerep                 | Magyar hang     |
| ------------------ | ---------------------- | --------------- |
| Peter Krause       | Adam Braverman         | Hujber Ferenc   |
| Lauren Graham      | Sarah Braverman        | Pápai Erika     |
| Dax Shepard        | Crosby Braverman       | Harcsik Róbert  |
| Erika Christensen  | Julia Braverman-Graham | Nádasi Veronika |
| Monica Potter      | Kristina Braverman     | Németh Kriszta  |
| Sam Jaeger         | Joel Graham            | Vári Attila     |
| Joy Bryant         | Jasmine Trussell       | Czirják Csilla  |
| Mae Whitman        | Amber Holt             | Tornyi Ildikó   |
| Sarah Ramos        | Haddie Braverman       | Talmács Márta   |
| Miles Heizer       | Drew Holt              | Czető Ádám      |
| Max Burkholder     | Max Braverman          | Glósz András    |
| Savannah Paige Rae | Sydney Graham          | Hermann Lilla   |
| Bonnie Bedelia     | Camille Braverman      | Incze Ildikó    |
| Craig T. Nelson    | Zeek Braverman         | Vass Gábor      |

## Epizódok
| Évad | Évad | Epizódok | Eredeti sugárzás     | Eredeti sugárzás  | Eredeti adó | Magyar sugárzás    | Magyar sugárzás    | Magyar adó |
| Évad | Évad | Epizódok | Évadpremier          | Évadfinálé        | Eredeti adó | Évadpremier        | Évadfinálé         | Magyar adó |
| ---- | ---- | -------- | -------------------- | ----------------- | ----------- | ------------------ | ------------------ | ---------- |
|      | 1    | 13       | 2010. március 2.     | 2010. május 25.   | NBC         | 2011. május 7.     | 2024. december 15. | TV2        |
|      | 2    | 22       | 2010. szeptember 14. | 2011. április 19. | NBC         | 2014. május 6.     | 2014. június 4.    | TV2        |
|      | 3    | 18       | 2011. szeptember 13. | 2012. február 28. | NBC         | 2024. december 15. | 2024. december 15. | Netflix    |
|      | 4    | 15       | 2012. szeptember 11. | 2013. január 22.  | NBC         | 2024. december 15. | 2024. december 15. | Netflix    |
|      | 5    | 22       | 2013. szeptember 26. | 2014. április 17. | NBC         | 2024. december 15. | 2024. december 15. | Netflix    |
|      | 6    | 13       | 2014. szeptember 25. | 2015. január 29.  | NBC         | 2024. december 15. | 2024. december 15. | Netflix    |

## Díjak és jelölések
| Év                  | Díj                                                                                                   | Kategória                                                                        | Jelölt                                                          | Eredmény   |
| ------------------- | --- | -------------------------------------------------------------------------------- | --------------------------------------------------------------- | ---------- |
| 2010                | Casting Society of America                                                                            | Legjobb castingolás televíziós drámasorozat bevezető részében                    | Carrie Audino, Laura Schiff, Nina Henninger                     | Jelölve    |
| 2010                | Teen Choice Awards                                                                                    | Legjobb áttörő alakítást nyújtó színésznő                                        | Mae Whitman                                                     | Jelölve    |
| 2010                | Teen Choice Awards                                                                                    | Legjobb szülőt játszó színész                                                    | Lauren Graham                                                   | Jelölve    |
| 2010                | Television Academy Honors                                                                             | Leglelkiismeretesebb televíziós műsor                                            |                                                                 | Elnyerte   |
| 2011                | ALMA-díj                                                                                              | Legjobb női mellékszereplő televíziós sorozatban                                 | Sarah Ramos                                                     | Jelölve    |
| 2012                | ALMA-díj                                                                                              | Legjobb női mellékszereplő televíziós sorozatban                                 | Sarah Ramos                                                     | Jelölve    |
| NAACP Image Award   | Legjobb rendező drámasorozatban                                                                       | Ken Whittingham                                                                  |                                                                 | Jelölve    |
| Young Artist Award  | Lejobb fiatal férfi mellékszereplő                                                                    | Max Burkholder                                                                   |                                                                 | Jelölve    |
| Young Artist Award  | Legjobb 18 és 21 év közötti fiatal vendégszereplő televíziós sorozatban                               | Max Ehrich                                                                       |                                                                 | Jelölve    |
| Humanitas Prize     | Legjobb 60 perces műsor                                                                               | Epizód: "Remember Me, I'm The One Who Loves You" (Kerry Ehrin)                   |                                                                 | Jelölve    |
| NAMIC Vision Awards | Legjobb dráma                                                                                         |                                                                                  | Elnyerte                                                        |            |
| PRISM Awards        | Legjobb szerhasználatról szóló epizód drámasorozatban                                                 | Epizód: "Damage Control"                                                         | Elnyerte                                                        |            |
| PRISM Awards        | Legjobb férfi alakítás többepizódos történetben (drámasorozat)                                        | Craig T. Nelson                                                                  | Elnyerte                                                        |            |
| PRISM Awards        | Legjobb mentális egészségről szóló többepizódos történet (drámasorozat)                               | Max's Asperger's                                                                 | Elnyerte                                                        |            |
| PRISM Awards        | Legjobb alakítás drámasorozat epizódjában                                                             | Lauren Graham                                                                    | Jelölve                                                         |            |
| Primetime Emmy-díj  | [[Primetime Emmy-díj a legjobb vendégszínésznek (drámasorozat)\|Legjobb vendégszínész (drámasorozat)] | Jason Ritter                                                                     | Jelölve                                                         |            |
| 2013                | NAACP Image Award                                                                                     | Legjobb női mellékszereplő (drámasorozat)                                        | Jelölve                                                         | Joy Bryant |
| 2013                | Television Academy Honors                                                                             | Leglelkiismeretesebb televíziós műsor                                            |                                                                 | Elnyerte   |
| 2013                | Young Artist Award                                                                                    | Legjobb fiatal női főszereplő televíziós sorozatban                              | Savannah Paige Rae                                              | Elnyerte   |
| 2013                | Young Artist Award                                                                                    | Legjobb fiatal férfi mellékszereplő televíziós sorozatban                        | Tyree Brown                                                     | Elnyerte   |
| 2013                | Critics' Choice Television Awards                                                                     | Legjobb női mellékszereplő (drámasorozat)                                        | Monica Potter                                                   | Elnyerte   |
| 2013                | Television Critics Association                                                                        | Legjobb drámasorozat                                                             | Monica Potter                                                   | Jelölve    |
| 2013                | People’s Choice Awards                                                                                | Az év drámaműsora                                                                |                                                                 | Jelölve    |
| 2013                | Golden Globe-díj                                                                                      | Legjobb mellékszereplő színésznő (televíziós sorozat, minisorozat vagy tévéfilm) | Monica Potter                                                   | Jelölve    |
| 2014                | Young Artist Award                                                                                    | Legjobb fiatal férfi mellékszereplő televíziós sorozatban                        | Tyree Brown                                                     | Jelölve    |
| 2014                | Young Artist Award                                                                                    | Legjobb fiatal férfi mellékszereplő televíziós sorozatban                        | Max Burkholder                                                  | Elnyerte   |
| 2014                | Young Artist Award                                                                                    | Legjobb fiatal férfi mellékszereplő televíziós sorozatban                        | Xolo Mariduena                                                  | Jelölve    |
| 2014                | Young Artist Award                                                                                    | Legjobb fiatal női mellékszereplő televíziós sorozatban                          | Savannah Paige Rae                                              | Jelölve    |
| 2014                | Young Artist Award                                                                                    | Legjobb fiatalokból álló színészgárda televíziós sorozatban                      | Savannah Paige Rae, Tyree Brown, Max Burkholder, Xolo Maridueña | Elnyerte   |
| 2015                | Gracie-díj                                                                                            | Áttörő alakítást nyujtó színésznő                                                | Mae Whitman                                                     | Elnyerte   |
| 2015                | NAMIC Vision Awards                                                                                   | Legjobb dráma                                                                    | Epizód: "The Pontiac"                                           | Jelölve    |
| 2015                | Critics' Choice Television Awards                                                                     | Legjobb női mellékszereplő (drámasorozat)                                        | Mae Whitman                                                     | Jelölve    |
| 2015                | Critics' Choice Television Awards                                                                     | Legjobb férfi mellékszereplő (drámasorozat)                                      | Craig T. Nelson                                                 | Jelölve    |